# Forretningsproces
Begrebet forretningsproces anvendes til at modellere de processer, der sker i en forretning. En sådan forretningsprocesmodel anvendes i en serviceorienteret arkitektur til at strukturere de IT-systemer, som understøtter forretningsprocesser.
Er en forretningsproces IT-understøttet kaldes den en systemproces – ellers er det en manuel proces. Både systemprocesser og manuelle processer kan udstilles som services.
En forretningsproces består af atomare opgaver (eng.: tasks), der er logisk sammenhørende. 
En forretningsproces kan også være sammensat af mindre forretningsprocesser. Man kalder i dette tilfælde de mindre forretningsprocesser for subprocesser.
En forretningsproces kan igangsætte atomare opgaver eller subprocesser, men også initiere andre processer, fx via publish subcribe messages.
Forretningsprocesser kan illustreres i menneskeligt læsbare forretningsprocesdiagrammer – fx i notationen BPMN. Forretningsprocesser kan også modelleres ved hjælp af maskinlæsbare sprog som BPEL